# Giuseppe Angelini
Giuseppe Angelini (* 21. Oktober 1810 in Ascoli Piceno; † 8. Januar 1876 in Rom) war ein italienischer Kurienbischof und Weihbischof im Bistum Rom.

## Leben
Seine Familie gehörte dem Patriziat von Montalto in den Marken an. Er absolvierte seine Studien in Rom, zunächst am Collegio Romano, wo er am 1. Oktober 1831 zum Doktor der Philosophie und am 29. Juli 1834 zum Doktor der Theologie promoviert wurde, und besuchte anschließend von 1836 bis 1840 die Akademie für den kirchlichen Adel. Am 22. Dezember 1838 am Erzgymnasium in Rom zum Doctor iuris utriusque promoviert, empfing er am 28. September 1838 die Priesterweihe. Am 11. Juli 1840 wurde er Päpstlicher Hausprälat und begann im selben Jahr als Referendar eine Laufbahn in der Kurie. Am 30. März 1846 wurde er Kanonikus von St. Peter im Vatikan. Am 1. Oktober 1868 wurde er zum Vizegerenten des Kardinalvikars von Rom und am 21. Dezember 1868 zum Titularerzbischof von Corinthus ernannt. Die Bischofsweihe spendete ihm am 3. Januar 1869 im Petersdom Kardinal Costantino Patrizi Naro; Mitkonsekratoren waren Erzbischof Salvatore Nobili Vitelleschi, Bischof von Osimo und Cingoli, und Erzbischof Xavier de Mérode. Giuseppe Angelini war Konzilsvater des Ersten Vatikanischen Konzils.
Er starb sechs Jahre später, am 8. Januar 1876, in Rom.

## Werke
- De cathedra romana sancti Petri principis apostolorum oratio. Rom 1838.
- Cenni sulla vita e sugli scritti del dott. Enrico Castreca Brunetti di Fabriano. Rom 1850.
- Cenni sulla vita di S. Caterina da Siena. Rom 1877, posthum.